# آدم ميرسون
آدم ميرسون (بالإنجليزية: Adam Myerson)‏ (و. 1972  م) هو راكب دراجة هوائية أمريكي، ولد في بروكتون.

## روابط خارجية
- آدم ميرسون على موقع الاتحاد الدولي للدراجات (الإنجليزية)
- آدم ميرسون على موقع أرشيف الدراجات (الإنجليزية)
- آدم ميرسون على موقع إحصائيات الدراجات الإحترافية (الإنجليزية)